# Que quiénes somos
Que quiénes somos estilizado como QQS es el primer extended play de la banda pop latinoamericana CNCO, lanzado el 11 de octubre de 2019, aunque Sony Latin anunció previamente su lanzamiento el 21 de agosto de 2019.
El álbum se caracteriza por el estilo musical de la banda, aunque presenta una variedad de ritmos entre reguetón, trap, pop y blues. El 11 de octubre de 2019, el álbum fue presentado después de su sencillo «Pegao». Se desprenden del mismo, algunos sencillos como: «De cero», «La ley» y «Ya tú sabes». En este álbum, está incluida la participación de Manuel Turizo.

## Lista de canciones
| N.º | Título                      | Duración |  |
| 1.  | «De cero»                   | 3:39     |  |
| 2.  | «Pegao» (con Manuel Turizo) | 3:24     |  |
| 3.  | «Qué va a ser de mí»        | 3:25     |  |
| 4.  | «La ley»                    | 2:44     |  |
| 5.  | «Ya tú sabes»               | 2:55     |  |
| 6.  | «De mí»                     | 3:14     |  |
| 7.  | «Tóxica»                    | 3:33     |  |

| QQS (Japan Edition) |                                                     |              |               |          |  |
| N.º                 | Título                                              | Escritor(es) | Productor(es) | Duración |  |
| 1.                  | «My Boo»                                            |              |               | 3:27     |  |
| 2.                  | «De cero»                                           |              |               | 3:29     |  |
| 3.                  | «Pegao» (with Manuel Turizo)                        |              |               | 3:24     |  |
| 4.                  | «Que va a ser de mi»                                |              |               | 3:25     |  |
| 5.                  | «La ley»                                            |              |               | 2:44     |  |
| 6.                  | «Ya tu sabes»                                       |              |               | 2:55     |  |
| 7.                  | «De mí»                                             |              |               | 3:14     |  |
| 8.                  | «Tóxica»                                            |              |               | 3:33     |  |
| 9.                  | «Pretend»                                           |              |               | 3:20     |  |
| 10.                 | «Hey, DJ (Remix)» (with Meghan Trainor & Sean Paul) |              |               | 3:09     |  |
| 11.                 | «Llegaste tu» (with Prince Royce)                   |              |               | 3:10     |  |